# Петроніла (королева Арагону)
Петроніла (ісп. Peironela; 1135 або 1136 —15 жовтня 1173) — королева Арагону у 1137-1164 роках. Дружина барселонського графа Рамона-Беренгера IV.

## Біографія
Походила з Арагонської династії. Донька Раміро II, короля Арагону, і Агнес Аквітанської. Після її народження арагонська знать відкинула пропозицію Альфонсо VII, короля Кастилії і Леону, влаштувати шлюб між Петронілою та його сином Санчо.
Раміро II обговорив умови її майбутнього шлюбу з Рамоном-Беренгером IV, графом Барселони, після чого 1137 року зрікся престолу на користь доньки, розлучився з дружиною і повернувся до монастиря.
Петроніла і Рамон-Беренгер IV взяли шлюб 1150 року в Леріді. Останній отримав титул принца Арагонського. Фактично шлюб відбувся у 1151 році, після виповнення Петронілі 15 років. Формально кожен з них керував своїми володіннями окремо, але до повноліття Петроніли її чоловік був регентом Арагона. Під час відсутності у 1156—1157 роках чоловіка керувала також графством Барселоною.
Після смерті чоловіка Петроніла у 1162 році отримала у спадок графства Бесалу і Валь-де-Рібес. Вона зреклася у 1164 році престолу на користь сина Альфонсо, який об'єднав Арагон і Барселону в одних руках.
Слідом за цим перебралася до Барселони, де мешкала до 1173 році, будучи порадницею сина. Похована в Барселонському соборі.

## Родина
Чоловік — Рамон-Беренгер IV, граф Барселонський
Діти:
- Альфонсо (1157—1196), король Арагону у 1164—1196 роках
- Дульса (1160—1198) — арагонська інфанта, дружина Саншу І, короля Португалії.
- Педро (1152—1158), граф Сарданьї, Каркассони та Нарбонни, доньку Елеонору,
- Рамон Баранґе (Педро) (1158—1181), граф Провансу
- Санч (1161—1223), граф Русільйону та Провансу.